# Karl I. (Portugal)

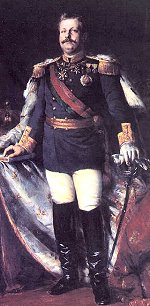
König Karl I. von Portugal

Das Wappen der portugiesischen Könige von Johann II. bis Emanuel II.

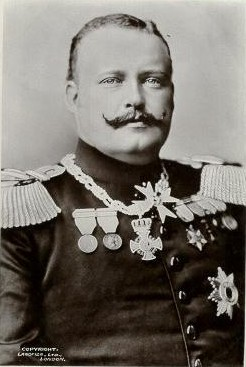
König Karl I. von Portugal

Karl I. (portugiesisch: Dom Carlos Fernando Luís Maria Victor Miguel Rafael Gabriel Gonzaga Xavier Francisco de Assis José Simão de Bragança Sabóia Bourbon Saxe-Coburgo-Gotha) (* 28. September 1863 in Lissabon; † 1. Februar 1908 ebenda) war der vorletzte König von Portugal und der Algarve. Er stammte aus dem portugiesischen Zweig des Hauses Sachsen-Coburg und Gotha und regierte von 1889 bis zu seinem Tod durch ein Attentat von Republikanern im Jahr 1908.

## Leben
Karl war der älteste Sohn von König Ludwig I. von Portugal und dessen Gemahlin Maria Pia von Savoyen. Er war vielseitig interessiert, besonders an der Tiefseewissenschaft. Politisch hatte er dagegen keine große Begabung.
Seine Herrschaft war durch einen rapiden Ansehensverlust des portugiesischen Staates im Allgemeinen und der Monarchie im Besonderen geprägt. Mit dem Vertrag von Windsor (1899) musste Portugal endgültig seinen Plan begraben, im südlichen Afrika seine beiden Kolonien (das heutige Angola und Mosambik) zu verbinden, um ein großes zusammenhängendes Kolonialreich zu gründen. Portugal musste dabei britischem Druck nachgeben, denn die Briten hatten Ähnliches für den afrikanischen Kontinent in Nord-Süd-Richtung vor, also eine Verbindung ihrer Kolonien von Ägypten bis Südafrika. Durch den Vertrag von Windsor konnte Portugal zwar seine Besitzung im südlichen Afrika konsolidieren, in der portugiesischen Öffentlichkeit wurde diese Entwicklung aber als große Niederlage empfunden. Der Plan, ein zusammenhängendes Kolonialreich im südlichen Afrika zu gründen, hatte eine Welle nationalistischer Begeisterung hervorgerufen, entsprechend groß war die Enttäuschung, als sich Portugal dem britischen Druck beugen musste. Die Schwäche des Landes wurde dabei zum ersten Mal nicht nur der Regierung, sondern der Monarchie selbst angelastet.
Dazu kamen schwere wirtschaftliche Probleme, die 1891 zum Staatsbankrott führten, was einen weiteren schweren Ansehensverlust der Monarchie zur Folge hatte. Innenpolitisch herrschten zum Teil chaotische Zustände. Die untereinander zerstrittenen Monarchisten waren nicht mehr in der Lage, dem stetigen Wachsen der republikanischen und sozialistischen Strömungen Einhalt zu gebieten.
Der verzweifelte König ernannte João Franco zum Ministerpräsidenten. Dieser versuchte zunächst, gegenüber den Republikanern eine moderate Politik zu betreiben. Als dies nicht zu einem Erfolg führte, schaltete der Ministerpräsident auf eine harte Gangart um und verfolgte die Republikaner durch Pressezensur, schließlich sogar durch Deportation in die Kolonien. Diese harte Politik führte zu einem weiteren Anwachsen der Republikaner und des Hasses auf die Monarchie. Am 1. Februar 1908 wurden auf die Kutsche, in der der König und der Thronfolger, sein Sohn Ludwig Philipp, reisten, auf der Praça do Comércio in Lissabon Schüsse abgegeben. Der König starb sofort an den Folgen des Attentats, sein Sohn erlag 20 Minuten später seinen Verletzungen. Beide liegen im Kloster São Vicente de Fora begraben. Der jüngere Sohn des Königs, Emanuel II., bestieg als letzter Monarch den portugiesischen Thron.

## Ehe und Nachkommen
Karl hatte 1886 noch als Thronfolger Prinzessin Amélie von Orléans geheiratet. Sie war eine Tochter von Ludwig Philipp von Orléans, des französischen Thronprätendenten, der wiederum ein Enkelsohn des letzten französischen Königs Louis-Philippe I. war.
Mit ihr hatte er drei Kinder:
- Ludwig Philipp (* 21. März 1887; † 1. Februar 1908)
- Maria Anna (*/† 14. Dezember 1887)
- Manuel II. (* 15. November 1889; † 2. Juli 1932), König von Portugal

Außerdem behauptete Maria Pia von Sachsen-Coburg-Gotha und Braganza seit 1957 von sich, seine illegitime Tochter zu sein und die Stammlinie der portugiesischen Wettiner fortzusetzen.

## Vorfahren
| Ahnentafel Karl I., König von Portugal (1889–1908) | Ahnentafel Karl I., König von Portugal (1889–1908)                                                                                  | Ahnentafel Karl I., König von Portugal (1889–1908)                                                                                  | Ahnentafel Karl I., König von Portugal (1889–1908)                                                                                  | Ahnentafel Karl I., König von Portugal (1889–1908)                                                                                  | Ahnentafel Karl I., König von Portugal (1889–1908)                                                                      | Ahnentafel Karl I., König von Portugal (1889–1908)                                                                      | Ahnentafel Karl I., König von Portugal (1889–1908)                                                             | Ahnentafel Karl I., König von Portugal (1889–1908)                                                             |
| -------------------------------------------------- | --- | --- | --- | --- | --- | --- | --- | --- |
| Ururgroßeltern                                     | Herzogs Franz von Sachsen-Coburg-Saalfeld (1750–1806) ⚭ 1777 Gräfin Auguste Reuß zu Ebersdorf (1757–1831)                           | Graf Ferenc József Koháry (1760–1826) ⚭ Gräfin Antonia von Waldstein zu Wartenberg (1771–1854)                                      | König Johann VI. (1767–1826) ⚭ 1785 Infantin Charlotte Joachime von Spanien (1775–1830)                                             | Kaiser Franz II. (1768–1835) ⚭ 1790 Prinzessin Maria Theresa von Neapel-Sizilien (1772–1807)                                        | Fürst Karl Emanuel von Savoyen-Carignan (1770–1800) ⚭ 1797 Prinzessin Maria Christina von Sachsen (1779–1851)           | Großherzog Ferdinand III. der Toskana (1769–1824) ⚭ 1790 Prinzessin Luisa Maria von Neapel-Sizilien (1773–1802)         | Kaiser Leopold II. (1747–1792) ⚭ 1765 Prinzessin Maria Ludovica von Spanien (1745–1792)                        | Prinz Karl Emanuel von Savoyen-Carignan (1770–1800) ⚭ 1797 Prinzessin Maria Christina von Sachsen (1779–1851)  |
| Urgroßeltern                                       | Prinz Ferdinand von Sachsen-Coburg-Saalfeld (1785–1851) ⚭ 1815 Prinzessin Maria Antonie Gabriele von Koháry (1797–1862)             | Prinz Ferdinand von Sachsen-Coburg-Saalfeld (1785–1851) ⚭ 1815 Prinzessin Maria Antonie Gabriele von Koháry (1797–1862)             | König Peter IV. (1798–1834) ⚭ 1817 Erzherzogin Maria Leopoldine von Österreich (1797–1826)                                          | König Peter IV. (1798–1834) ⚭ 1817 Erzherzogin Maria Leopoldine von Österreich (1797–1826)                                          | König Karl Albert von Sardinien-Piemont (1798–1849) ⚭ 1817 Prinzessin Maria Theresia von Österreich-Toskana (1801–1855) | König Karl Albert von Sardinien-Piemont (1798–1849) ⚭ 1817 Prinzessin Maria Theresia von Österreich-Toskana (1801–1855) | Erzherzog Rainer von Österreich (1783–1853) ⚭ 1820 Prinzessin Maria Elisabeth von Savoyen-Carignan (1800–1856) | Erzherzog Rainer von Österreich (1783–1853) ⚭ 1820 Prinzessin Maria Elisabeth von Savoyen-Carignan (1800–1856) |
| Großeltern                                         | Prinz Ferdinand von Sachsen-Coburg und Gotha, als Ferdinand II. König von Portugal (1816–1885) ⚭ 1836 Königin Maria II. (1819–1853) | Prinz Ferdinand von Sachsen-Coburg und Gotha, als Ferdinand II. König von Portugal (1816–1885) ⚭ 1836 Königin Maria II. (1819–1853) | Prinz Ferdinand von Sachsen-Coburg und Gotha, als Ferdinand II. König von Portugal (1816–1885) ⚭ 1836 Königin Maria II. (1819–1853) | Prinz Ferdinand von Sachsen-Coburg und Gotha, als Ferdinand II. König von Portugal (1816–1885) ⚭ 1836 Königin Maria II. (1819–1853) | König Viktor Emanuel II. von Italien (1820–1878) ⚭ 1842 Erzherzogin Adelheid von Österreich (1822–1855)                 | König Viktor Emanuel II. von Italien (1820–1878) ⚭ 1842 Erzherzogin Adelheid von Österreich (1822–1855)                 | König Viktor Emanuel II. von Italien (1820–1878) ⚭ 1842 Erzherzogin Adelheid von Österreich (1822–1855)        | König Viktor Emanuel II. von Italien (1820–1878) ⚭ 1842 Erzherzogin Adelheid von Österreich (1822–1855)        |
| Eltern                                             | König Ludwig I. (1838–1889) ⚭ 1862 Prinzessin Maria Pia von Savoyen (1847–1911)                                                     | König Ludwig I. (1838–1889) ⚭ 1862 Prinzessin Maria Pia von Savoyen (1847–1911)                                                     | König Ludwig I. (1838–1889) ⚭ 1862 Prinzessin Maria Pia von Savoyen (1847–1911)                                                     | König Ludwig I. (1838–1889) ⚭ 1862 Prinzessin Maria Pia von Savoyen (1847–1911)                                                     | König Ludwig I. (1838–1889) ⚭ 1862 Prinzessin Maria Pia von Savoyen (1847–1911)                                         | König Ludwig I. (1838–1889) ⚭ 1862 Prinzessin Maria Pia von Savoyen (1847–1911)                                         | König Ludwig I. (1838–1889) ⚭ 1862 Prinzessin Maria Pia von Savoyen (1847–1911)                                | König Ludwig I. (1838–1889) ⚭ 1862 Prinzessin Maria Pia von Savoyen (1847–1911)                                |
| König Karl I. von Portugal (1863–1908)             | | | | | | | | |